# Carrick, Kalifornien
Carrick är en ort i Siskiyou County i delstaten Kalifornien, USA.